# Rejon Arszały
Arszały (kazach. Аршалы ауданы, Arşaly audany) – dystrykt w obwodzie akmolskim w północnym Kazachstanie. Stolicą dystryktu jest miejscowość Arszały. Populacja liczy 27 119 osób (wg spisu ludności z 2009), natomiast w 2009 dystrykt miał 27 940 mieszkańców.